# Калуш-Долинская агломерация
Калуш-Долинская агломерация (укр. Калуш-Долинська агломерація) — городская агломерация в Ивано-Франковской области Украины, в бассейне реки Лимница, правого притока реки Днестр, с центром в городах Калуш и Долина. Расположена в предгорье Украинских Карпат. 
В состав агломерации входят населённые пункты Калушского района.
Примерная статистика агломерации по состоянию на 2001 год:
- Численность населения — 298,3 тыс. лиц.
- Площадь — 3563 км².
- Плотность населения — 83,7 чел/км².